# Clésio Salvaro
Clésio Salvaro (Criciúma, 2 de agosto de 1963) é um empresário e político brasileiro. Filiado ao Partido Social Democrático, é ex-prefeito da cidade de Criciúma.

## Biografia
Clésio Salvaro é filho de Armelindo Salvaro e Olívia Ronchi Salvaro (em memória). Atualmente, é casado com Adriana Goulart Salvaro, com quem tem dois filhos.
Antes de sua carreira política, Salvaro desempenhou o papel de agricultor e também esteve envolvido no setor de mineração de carvão na região carbonífera de Santa Catarina.[carece de fontes?].

## Carreira política
Salvaro adentrou na política nas últimas décadas do século XX. Em 1988, elegeu-se vereador de Siderópolis, com 428 votos, pelo Partido da Frente Liberal (PFL) - atual União Brasil[carece de fontes?]. Em 1992, Salvaro foi reeleito vereador e presidiu a Câmara de Vereadores de Siderópolis durante dois anos[carece de fontes?].
Em 1994, o criciumense concorreu a uma vaga na Assembleia Legislativa do Estado de Santa Catarina (Alesc) e garantiu 16.640 votos, ficando com a quinta suplência[carece de fontes?]. Salvaro assegurou a primeira suplência em 1998, após garantir 26.526 votos, e elegeu-se deputado estadual em 2002, com 48.302 votos[carece de fontes?].
Já no Partido da Social Democracia Brasileira (PSDB), em 2004, Salvaro concorreu à Prefeitura de Criciúma pela primeira vez e foi o terceiro candidato mais votado (17.302 votos)[carece de fontes?]. Em 2006, Salvaro foi o deputado estadual mais votado pelo PSDB, com 59.061 votos, e destacou-se no parlamento catarinense como primeiro vice-presidente da Alesc[carece de fontes?].

## Prefeito de Criciúma

#### Eleições de 2008
Nas eleições de 2008, Clésio Salvaro foi eleito prefeito de Criciúma com 48,62% dos votos, totalizando 53.329 votos.[carece de fontes?]

#### Eleições de 2012
Nas eleições de 2012, Salvaro seria reeleito com 76,48% dos votos no primeiro turno, mas sua candidatura foi cassada pelo Tribunal Regional Eleitoral (TRE-SC) por se enquadrar na Lei da Ficha Limpa com base em um processo de 2008, quando o político foi condenado pelo TRE-SC por abuso de poder econômico e abuso de meios de comunicação.
Parte da punição do processo de 2008 previa 3 anos de inelegibilidade, o que permitiria que ele concorresse para as eleições de 2012. Entretanto, a Lei da Ficha Limpa aprovada em 2010 aumentaria esse prazo para 8 anos.
Em março de 2013, novas eleições foram realizadas e Márcio Burigo, então vice de Salvaro, foi eleito prefeito.
Esse cenário se reverteu quando uma decisão do Supremo Tribunal Federal (STF) determinou que Salvaro foi condenado inelegível por três anos em maio de 2009, antes da nova redação da Lei de Inelegibilidades. Por isso, ele pode ser empossado prefeito em 15 de janeiro de 2015.

#### Eleições de 2016
Em 2016, Salvaro foi eleito novamente com 82.959 votos, o que equivale a 75,87% do total de votos válidos.

#### Eleições de 2020
Em 2020, Salvaro lançou-se novamente na corrida eleitoral para a Prefeitura de Criciúma, obteve êxito ao ser eleito com 71.615 dos votos válidos, o que representa 72,36% do total.
O prefeito se envolveu em uma polêmica em agosto de 2021 após a exoneração de um professor da rede pública de ensino em Criciúma. Na ocasião, o docente havia apresentado aos alunos o clipe do cantor Criolo, da música "Etérea", que aborda temáticas relacionadas à comunidade LGBTQIA+.
Através de um vídeo compartilhado em plataformas de mídia social, Clésio Salvaro anunciou a demissão do funcionário temporário, justificando-a pela alegada incompatibilidade da administração com o conteúdo considerado ''erotizado'' e pela sua expressão ''viadagem na sala de aula''.
O Ministério Público de Santa Catarina (MPSC) abriu uma investigação para avaliar possíveis violações à dignidade humana de caráter coletivo, argumentando que o prefeito utilizou uma expressão preconceituosa como justificativa para a exoneração do professor..